# Hög omloppsbana

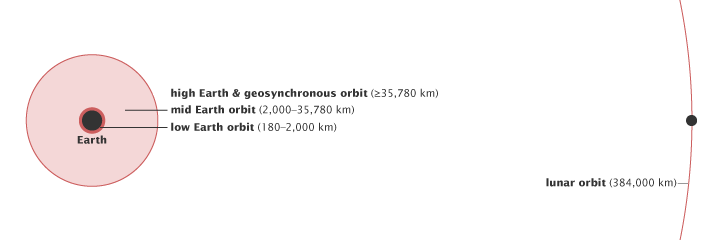
Utrymme för höga jordbanor (HEO), mellan medelstora jordbanor (MEO) och månens omloppsbana.

Hög omloppsbana eller HEO (från engelskans "High Earth orbit") är en geocentrisk omloppsbana med en höjd helt över den för en geosynkron bana 35,786 kilometer. Orbitalperioderna för sådana banor är större än 24 timmar, därför har satelliter i sådana banor en uppenbar retrograd rörelse - det vill säga även om de befinner sig i en programprofil (90 °> lutning ≥ 0 °), är deras orbitalhastighet lägre än Jordens rotationshastighet, vilket gör att deras markspår flyttar västerut på jordens yta.
Utvecklingen av HEO-teknik har haft en betydande inverkan på utforskning av rymden och har banat väg för framtida uppdrag till rymden . Möjligheten att placera satelliter i HEO har gjort det möjligt för forskare att göra banbrytande upptäckter inom astronomi och geovetenskap, samtidigt som det möjliggör globala kommunikations- och navigationssystem.
Moon's Hillsfär nås vid ett avstånd till månen på 60 000 km, månbanor till ett avstånd på 690 km  är instabila på grund av jordens gravitationsräckvidd. Nära rätlinjiga halobanor runt månen är inom dessa avstånd till månen och upptar cislunar utrymme. Jordens hillsfär sträcker sig till ett avstånd av 1 471 400 km och omfattar haloomlopp, banor runt solen-jordens lagrangepunkt med banor som alltmer är heliocentriska och samcirkulerar med jorden-solen innan banorna går djupare in i den interplanetära rymden. 

## Vanliga typer av höga jordbanor
| Bana | Namn                         |
| ---- | ---------------------------- |
| GEO  | Geostationär bana            |
| GSO  | Geosynkron bana              |
| GTO  | Geostationär överföringsbana |
| HEO  | Mycket elliptisk bana        |
| NRHO | Nära rätlinjig halobana      |

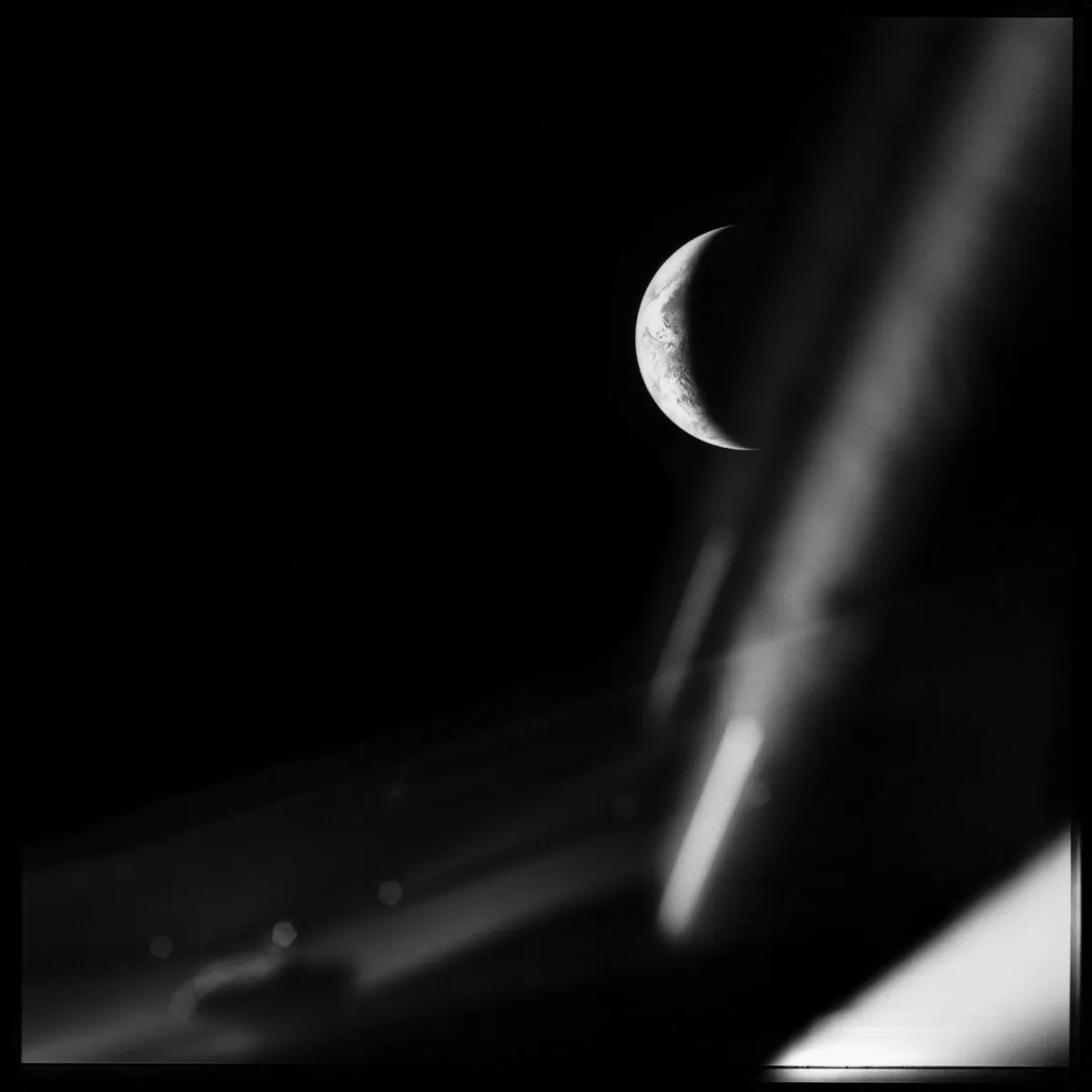
Foto av en halvmåne tagen inifrån Apollo 13:s Lunar Module den 17 april 1970. Foto: NASA / återställd av Toby Ord

Satelliter i höga jordbanor används främst för kommunikation, navigering, vetenskaplig forskning och militära tillämpningar. En av de främsta fördelarna med HEO är att det ger en nästan obehindrad utsikt över jorden och rymden. Detta gör det till en idealisk plats för astronomiska observationer och jordövervakning. Dessutom kan satelliter i HEO ge en kontinuerlig täckning av jordens yta, vilket gör dem mycket användbara för kommunikations- och navigeringsändamål. En mängd olika satelliter, såsom TESS, har placerats i HEO. 
Det finns fyra huvudorsaker till att de flesta satelliter är placerade i lägre omloppsbanor. För det första kan en HEO ta en månad eller mer per omloppsbana. Detta beror på att HEO:er är mycket stora banor och rör sig i endast ca 10 000 km/t. Under tiden kan en LEO (låg jordomloppsbana) ta mindre än 90 minuter. Så för satelliter som behöver kretsa snabbt passar HEO inte bra. För det andra krävs det mycket mer energi att placera en HEO-satellit än en LEO. Att placera en satellit i HEO tar nästan lika mycket energi som att placera den i en heliocentrisk bana. Till exempel kan en förbrukad Falcon 9 bära 20 000 kg till LEO, men bara 4 000 kg till HEO. Det betyder att det kostar 5 gånger mer att placera en nyttolast i HEO jämfört med att placera den i LEO. För det tredje är HEO extremt långt från jorden. Detta innebär att det uppstår en konstant kommunikationsfördröjning när man skickar signaler till och från satelliten med cirka 0,1 till 4,5 sekunder fördröjning i varje riktning. Det fjärde skälet är strålning. HEO är utanför Jordens magnetfält vilket betyder att det finns mycket mer strålning i HEO. Som ett resultat kräver rymdfarkoster i HEO specialiserad utrustning och skärmning för att skydda dem från strålning. Som ett resultat är det bara satelliter som kräver de unika egenskaperna hos HEO som använder denna omloppsbana. 

## Exempel på satelliter i HEO
| Namn          | NSSDC id. | Startdatum | Perigeum   | Höjdpunkt  | Period       | Banlutning |
| ------------- | --------- | ---------- | ---------- | ---------- | ------------ | ---------- |
| Vela 1A       | 1963-039A | 1963-10-17 | 101 925 km | 116 528 km | 108 t 39 min | 37.8°      |
| IBEX          | 2008-051A | 2008-10-19 | 61 941 km  | 290 906 km | 216 t 3 min  | 16.9°      |
| TESS          | 2018-038A | 2018-04-18 | 108 000 km | 375 000 km | 328 t 48 min | 37.00°     |
| Chandrayaan-3 | 2023-098B | 2023-07-14 | 115 000 km | 154 000 km | ~312 t       | 27°        |